# سليمان مطلق
سليمان مطلق الشمري (مواليد 22 يونيو 1995) هو لاعب كرة قدم سعودي يلعب حاليًا في نادي الريان.

## مسيرة اللاعب
لعب سابقاً في نادي الطائي ونادي أحد ونادي الكوكب ونادي الريان.

## روابط خارجية
- سليمان مطلق على موقع Soccerway.com (الإنجليزية)